# Bitva o Kodaň (1807)
Druhá bitva o Kodaň, také Bombardování Kodaně, byla bitva mezi Británií a Dánskem svedená mezi 16. srpnem a 7. zářím roku 1807. Cílem britského útoku bylo zabrání dánského námořnictva a tím vyloučení jeho spojení s francouzským loďstvem. Útok byl veden admirálem Jamesem Gambierem a skončil úspěchem, dánské loďstvo bylo získáno a odvezeno na Britské ostrovy.

## Pozadí
Dánsko se během revolučních a napoleonských válek prohlásilo za neutrální stát. Z toho těžilo velké ekonomické zisky, neboť mohlo beztrestně dovážet zámořské zboží, které využívala Francie během britské blokády francouzského pobřeží. Británie postupem času zvyšovala svůj tlak na dánské loďstvo, aby nedopravovalo toto zboží. Britské Královské námořnictvo požadovalo provádění prohlídek neutrálních lodí. Proti tomu se Dánsko ohradilo a spolu s Ruskem, Pruskem a Švédskem podepsalo tzv. dohodu o ozbrojené neutralitě, dovolující neutrálním státům doprovázet své obchodní lodě vojenskými plavidly. Britský tlak na Dánsko vyvrcholil na jaře roku 1801, kdy britská flotila pod velením admirála sira Hyde Parkera a viceadmirála Horatia Nelsona pronikla před dánský přístav Kodaň, kde svedla bitvu s dánským loďstvem. Bitva neměla vítěze, ale Dánsko bylo nuceno vystoupit z paktu o ozbrojené neutralitě.
V roce 1804 vytvořila Británie spolu s Ruskem, Rakouskem a Švédskem tzv. Třetí koalici proti napoleonské Francii. Po bitvě u Trafalgaru z 21. října 1805 získala Británie nadvládu nad mořem. Francie na to reagovala vytvořením tzv. Kontinentální blokády. Dánsko, spolu s Portugalskem, bylo považováno za mezeru v této blokádě a panovaly obavy o tom, že je Napoleon napadne a obsadí. Británie se bála možnosti, že dojde ke spojení francouzského, dánského a portugalského loďstva pod jedno velení. Dánské loďstvo v té době představovalo slušnou sílu, bylo páté největší na světě s dvaceti řadovými loděmi a osmnácti fregatami.

## Britské plánování
V březnu 1807 došlo v Británii k výměně whigovské vlády za toryovskou a ministrem zahraničních věcí se stal George Canning, který začal plánovat preventivní útok proti dánské flotě. Katalyzátorem událostí se nakonec stala porážka ruských vojsk v bitvě u Friedlandu a podepsání Tylžského míru. K Britům se dostala informace, že se tajně jedná o námořní lize proti Anglii, jejíž participanti měli být kromě Francie a Ruska také Švédsko, Dánsko, Španělsko a Portugalsko. Dne 10. července 1807 se sešla vláda se zástupci admirality. Projednávali možné varianty vedoucí k odstranění hrozby spojení dánského námořnictva s Napoleonovým. V úvahu připadalo celé spektrum akcí. Od pouhé demonstrace síly, jako v případě z roku 1801, až po kombinovanou operaci námořních a pozemních sil s cílem zajmout celou flotu. K druhému zmíněnému se vláda přiklonila 17. července.

## Útok na Kodaň

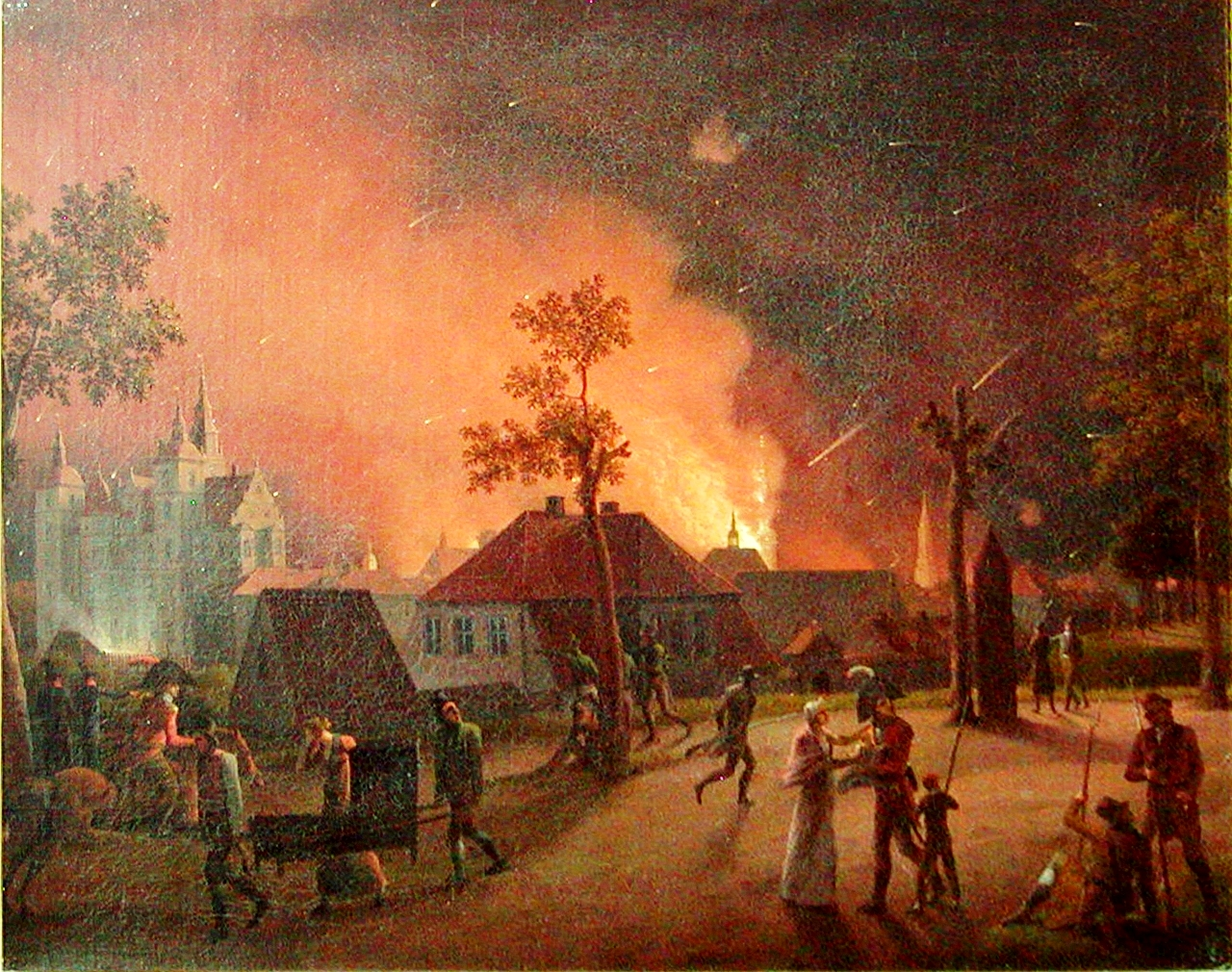
Kodaň pod palbou v noci na 4. září

Již 26. července vyrazila britská eskadra pod velením admirála Jamese Gambiera k dánským ostrovům. Flotila se skládala z osmnácti řadových lodí, na jejich palubách bylo umístěno kolem 30 000 vojáků. Dne 2. srpna flotila zakotvila severně od města Helsingør. Následujícího dne vplula do Øresundského průlivu, což bylo Dány pokládáno za akt nepřátelství. Ve stejnou chvíli britští diplomaté předložili dánskému korunnímu princi Frederikovi (byl regentem svého nesvéprávného otce Kristiána VII.) ultimátum. Mohl si vybrat, zda se Dánsko připojí k Británii v boji proti Napoleonovi nebo předá svou flotu jako zástavu. Jinou možností byla válka. Princ toto ultimátum odmítl a odjel do Kodaně, aby vyztužil její obranu. Ale 11. srpna ji opustil a vydal se na cestu do severního Německa. 16. srpna se na Sjælland vylodila britská armáda a obklíčila Kodaň jak po souši, tak i z moře. Mezitím se vojenští vůdcové v obležené Kodani rozhodovali, co provedou s dánskou flotilou, pýchou dánsko-norského království. Frederik před svým odjezdem nevydal přímý rozkaz k jejímu zničení, navíc její potopení nebylo možné kvůli malé hloubce v kodaňském přístavu. Ani spálit nešla, hrozilo by rozšíření ohně do města. Místo toho se Dánové dohodli na sejmutí všech kormidel, která mohla být lehce zničena. Námořníci také vysekali do trupů pod vodoryskou díry, které potom ucpali. Ucpávky mohly být ve vhodné chvíli nad hlubokým mořem snadno odstraněny a celá flota by šla rychle ke dnu. Dne 1. září předložili britští představitelé veliteli města generálu Ernstovi Peymannovi poslední ultimátum. Den poté zahájili ostřelování města, při kterém bylo použito i zápalných raket. Škody ve městě stále narůstaly, až byl Peymann 6. září přinucen vzdát se a odevzdat dánskou flotu do britských rukou.

## Výsledky útoku
Dne 7. září byla podepsána kapitulační smlouva. Britové obsadili přístav a arzenál a začali nakládat veškeré použitelné vybavení na lodě. Celá flota odplula ve dvou etapách – 16. a 21. září. Skládala se ze 16 řadových lodí, 15 fregat a kolem 40 menších plavidel.
Britové také zabrali veškeré obchodní loďstvo v přístavu – to čítalo víc než devadesát lodí. Dánské námořnictvo, páté největší na světě, bylo kompletně ukradeno. Tímto aktem bylo také Dánsko zatlačeno k porušení svojí neutrality a vstupu do války po Napoleonově boku.